# ViVe

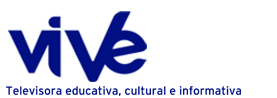
Logotype de ViVe.

ViVe (Visión Venezuela)  est une chaine de télévision à vocation culturelle fondée par le gouvernement national du Venezuela en 2003 dont l'objectif consiste à la diffusion d'informations liées au processus politique du pays et la promotion de la culture vénézuélienne. Récemment le gouvernement vénézuélien a fait des efforts importants pour que son signal soit reçu dans tout le pays, avec l'acquisition de nouveaux équipements, des antennes, et des installations adéquates pour transmettre à travers tout le territoire vénézuélien.